# Borutta
Borutta (en sard, Borutta) és un municipi italià, dins de la província de Sàsser. L'any 2007 tenia 318 habitants. Es troba a la regió de Meilogu. Limita amb els municipis de Bessude, Bonnanaro, Cheremule, Thiesi i Torralba.

## Administració
| Període | Identitat       | Partit        |
| ------- | --------------- | ------------- |
| 2006-   | Pier Paolo Arru | Llista cívica |